# Francesco Caio
Francesco Caio (Napoli, 23 agosto 1957) è un dirigente pubblico e privato italiano.

## Biografia
Laureato con lode in Ingegneria elettronica al Politecnico di Milano nel 1980, in seguito ha conseguito due master, uno in computer science (presso il Politecnico di Milano) e l'altro in Business Administration (MBA) presso INSEAD (Fontainebleau, Francia). La carriera di Francesco Caio inizia alla Olivetti e alla Sarin (gruppo STET), dove ha ricoperto rispettivamente i ruoli di product manager (1982-83) e di business planner (1984). Tra il 1986 e il 1991 lavora per la McKinsey & Company, multinazionale di consulenza di direzione, dove si è occupato in particolare di aziende operanti nel settore delle telecomunicazioni e dell'alta tecnologia.
Dal 1991 fino al 1992 ritorna alla Olivetti dove conduce un processo di revisione aziendale che porta all'identificazione del ramo dei servizi di telecomunicazione quale area con le migliori prospettive di crescita. Questo processo, nel 1993, porta alla fondazione di Omnitel, primo operatore privato di telefonia mobile in Italia, da parte di un gruppo di shareholder capitanati da Olivetti. Caio ricoprire il ruolo di amministratore delegato di Omnitel fino al 1996.
Nel settembre del 1996, Vittorio Merloni nomina Francesco Caio amministratore delegato dell'omonima azienda con l'obiettivo di migliorare le performance finanziarie e la presenza del brand nei mercanti esteri. Caio è stato il primo amministratore delegato esterno alla Merloni. Nel 2000, dopo le dimissioni da Merloni, fonda e diventa Chief Executive di Netscalibur, società di telecomunicazioni e servizi internet che vede tra gli investitori principali anche Morgan Stanley.
Nell'aprile del 2003 Cable & Wireless, il secondo gruppo di telecomunicazioni britannico, lo chiama per risanare i bilanci nominandolo Group Chief Executive. Durante la dirigenza di Caio, durata fino al 2006, la società riacquista competitività e, dopo anni di perdita, ritorna a produrre utili. Tra il settembre 2006 e l'aprile 2011, Francesco Caio diventa Presidente del CdA di Lehman Brothers Europe con il mandato di ampliare e rafforzare il rapporto con gli investitori europei. Nel 2008 Lehman Brothers Europe viene acquisita da Nomura e Caio viene nominato vicepresidente.
Tra il maggio 2011 e il dicembre 2013, Francesco Caio passa alla guida come amministratore delegato di Avio S.p.A., azienda italiana operante nel settore aerospaziale. Dal 2010 al 2012 i ricavi passano da 1,7 a 2,3 miliardi di euro, e il margine operativo lordo (Ebitda) passa da 340 a 430 milioni. Nel dicembre 2012 la divisione aeronautica di Avio S.p.A. viene acquisita da General Electric per 3,3 miliardi di euro, mentre la divisione spazio rimane a Cinven e Finmeccanica con le stesse partecipazioni precedenti la vendita parziale. La divisione aeronautica acquisita da General Electric cambia quindi nome in Avio Aero.
Ad aprile 2014 il Governo italiano indica Francesco Caio come amministratore delegato di Poste Italiane., nomina ufficializzata dal CdA il 7 maggio 2014. Il 6 maggio 2015 riceve il Premio Guido Carli nella sala della Regina a Montecitorio da parte della giuria composta da Barbara Palombelli, Vittorio Feltri, Mario Orfeo, Roberto Rocchi, Franco Bernabè, Antonio Patuelli, Matteo Marzotto, Giovanni Malagò, Debora Paglieri e Guido Massimo Dell’Omo.
Da maggio 2014 ad aprile 2017 ha ricoperto l'incarico di amministratore delegato e direttore generale del gruppo Poste Italiane S.p.A. In precedenza ha ricoperto ruoli dirigenziali per aziende private ed è stato consulente per il Governo inglese e poi per il Governo italiano nella definizione delle strategie nazionali di digitalizzazione dei rispettivi Paesi.
Da maggio 2018 al 2021 è stato Presidente del Consiglio di Amministrazione di Saipem S.p.A e da maggio 2021 al 2023 ha ricoperto la carica di amministratore delegato. Il 29 giugno del 2020 è stato altresi nominato Presidente di Alitalia ITA (con Fabio Lazzerini nel ruolo di Amministratore Delegato), la newco che ha ereditato asset e personale di Alitalia in Amministrazione Straordinaria:

## Altri ruoli
- Membro dell'advisory board del Politecnico di Milano dal 2012[24][25]
- Membro del CdA di Avio Aero Spa (agosto 2013 - maggio 2014)[26]
- Commissario straordinario del Governo per l’attuazione dell’Agenda digitale (DPCM 28 giugno 2013 - fino marzo 2014)[21][22]
- Membro dello Steering Board di Digital Britain (novembre 2008 - giugno 2009)[27]
- Responsabile incaricato dal Governo inglese per la stesura del documento "Review of Barriers to Investment in Next Generation Access" (marzo 2008 - settembre 2008)[19][20]
- Consulente del governo italiano per la definizione del piano nazionale sulla banda larga (Ottobre 2008 - marzo 2009)[23]
- Membro del CdA di Invensys plc (2009-2013)[28]
- Membro del CdA di Indesit Company (2010-2013)[29]
- Membro del CdA del Gruppo Sole 24 Ore (2009-2011)[30][31].
- Membro dell'international advisory board dell'Università commerciale Luigi Bocconi (2006-2008)
- Membro del CdA di Motorola (2000-2003)[32]
- Membro del CdA della Merloni Eldo (2000-2004)[33]
- Membro del CdA di Equant (1997-2000)[34]

## Opere
- Francesco Caio, Lo Stato del digitale - Come l'Italia può recuperare la leadership in Europa, Marsilio Editori, 2014,  p. 96, ISBN 978-88-317-1978-0. URL consultato il 17 maggio 2020.